# Poughill (Devon)
Poughill – wieś i civil parish w Anglii, w Devon, w dystrykcie Mid Devon. W 2011 civil parish liczyła 216 mieszkańców. Poughill jest wspomniana w Domesday Book (1086) jako Pocheelle/Pocheella/Pochehille/Pochehilla.